# Berg-Hemlocktanne
Die Berg-Hemlocktanne (Tsuga mertensiana) ist eine Pflanzenart aus der Gattung der Hemlocktannen (Tsuga) innerhalb der Familie der Kieferngewächse (Pinaceae). Das Verbreitungsgebiet des Nadelbaums erstreckt sich entlang der Südküste Alaskas und der Westküste Kanadas und der USA über eine Länge von 4000 Kilometern. Sie wächst in den schneereichsten Gebieten Nordamerikas und kommt mit äußerst kurzen Vegetationsperioden aus. Wirtschaftlich hat sie nur eine geringe Bedeutung und wird nur selten als Ziergehölz verwendet.

## Beschreibung

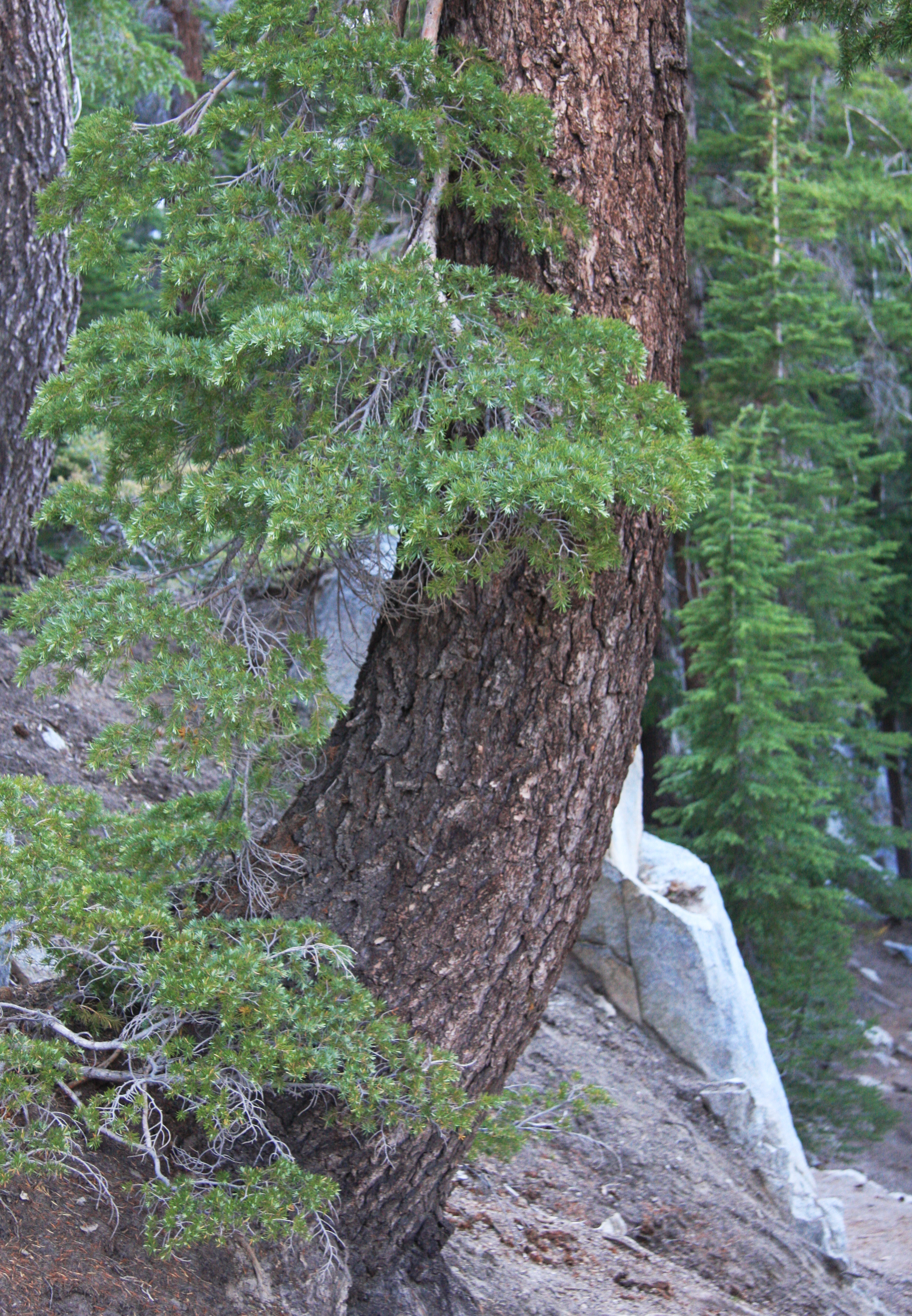
Stamm mit Borke

### Vegetative Merkmale
Die Berg-Hemlocktanne ist ein langsam wachsender, immergrüner Baum, der Wuchshöhen von 10 bis 30, selten bis 46 Metern erreicht. Der maximale Brusthöhendurchmesser beträgt 150 Zentimeter. Die Krone ist schmal und kegelförmig, die Äste sind dünn und überhängend. In Alaska und in der Sierra Nevada bleibt sie nahe der Waldgrenze klein und nimmt auch strauchige Formen an. Sehr alte freistehende Bäume haben unregelmäßige, grobastige und oft auch schiefe Kronen.
Die 2,5 bis 3,8 Zentimeter dicke Borke älterer Bäume ist dunkel, graubraun, tief gefurcht und hart. Junge Bäume besitzen eine hellgraue bis graue und glatte Borke. Das Holz ist dichtfaserig und weist ein fast weißes Splintholz und einen rot- bis hellbraunen Kern auf. Das Wurzelsystem ist flach und weitreichend.
Die jungen Zweige haben eine rötlich braune und in den ersten zwei bis drei Jahren behaarte Rinde. Die Winterknospen erreichen eine Länge von bis zu 5 Millimeter. Sie sind spitz-eiförmig und haben rötlich-braune, pfriemlich zugespitzte Knospenschuppen. Dabei unterscheiden sich Blütenknospen und Blattknospen. Die weiblichen Blütenknospen eines Zweigs sind etwa 3 Millimeter länger als die Blattknospen; beide werden von 25 Knospenschuppen bedeckt. Die äußeren Schuppen sind heller und behaart, die inneren glänzend dunkelbraun. Die männlichen Blütenknospen werden etwa 2 Millimeter lang und besitzen zehn Knospenschuppen, wobei die äußeren hellbraun und etwas verdickt und die inneren dünner und weiß sind.
Die Nadeln stehen dicht und im Gegensatz zu anderen Hemlocktannen radial angeordnet an den Zweigen, wobei sie an der Oberseite etwas dichter stehen. Sie sind 0,5 bis 2,5 Zentimeter lang und 1 bis 1,2 Millimeter breit. Die Nadeln sind linealisch, stumpf und ganzrandig und von blaugrüner bis silberweißer Farbe. Sie laufen an der Basis mit einem schlanken Stiel aus. Die Oberseite ist gewölbt, und der vordere Teil auf beiden Seiten mit Spaltöffnungsstreifen versehen. Die Nadeln der Berg-Hemlocktanne bleiben etwa drei bis vier Jahre am Baum.

### Generative Merkmale
Die Berg-Hemlocktanne ist wie alle Hemlocktannen einhäusig getrenntgeschlechtig (monözisch) und mit etwa 20 Jahren mannbar. Die weiblichen Zapfen stehen im oberen Drittel, die männlichen im unteren Bereich der Krone. Die weiblichen Blütenzapfen stehen aufrecht an den Enden junger Zweige und haben glänzend purpurrote, seltener auch gelbgrüne Samenschuppen. Die Deckschuppen sind nicht sichtbar. Die männlichen Zapfen stehen seitlich an den Zweigen in den Achseln vorjähriger Nadeln und haben eine violette bis purpurrote Farbe. Die Pollen haben zwei Luftsäcke, was sie von den Pollen anderer Tsuga-Arten unterscheidet. Nach dem Bestäuben bleiben die leeren männlichen Blütenzapfen noch mehrere Monate am Baum. Die Blütezeit beginnt im Juni, in nördlichen Lagen erst im Juli. Die Bestäubung findet etwa Anfang August statt. Die Bäume blühen jährlich. Alle zwei bis acht Jahre blühen und fruchten sie besonders stark (Mastjahre), auf nassem Untergrund auch seltener.
Die heranwachsenden Zapfen sind rötlich bis purpurrot und färben sich bei Reife Mitte September braun. Sie haben dann eine Länge von 3 bis 8 Zentimeter, sind länglich-zylindrisch und verjüngen sich an beiden Seiten. Sie bestehen aus 80 bis 100 fächerförmigen Schuppen mit je zwei Samenanlagen. Der Rand der Schuppen ist dünn, unregelmäßig gezähnt oder etwas ausgefranst. Die äußersten Schuppen an der Zapfenspitze und der Zapfenbasis bilden meist keine Samen. Üblicherweise werden etwa 70 Samen je Zapfen gebildet, davon etwa 30 Vollkörner. Sie werden ab Mitte Oktober aus den Zapfen entlassen, indem sich die Schuppen weit zurückbiegen, welche sich bei Feuchtigkeit dann wieder schließen. Leere Zapfen können ein weiteres Jahr am Baum verbleiben. Die Samen sind 3 Millimeter lang, hellbraun und haben einen etwa 8 Millimeter großen, rechteckigen Flügel. Sie werden vom Wind ausgebreitet und keimen epigäisch.
Die Chromosomenzahl beträgt wie bei allen Hemlocktannen 2n = 24.

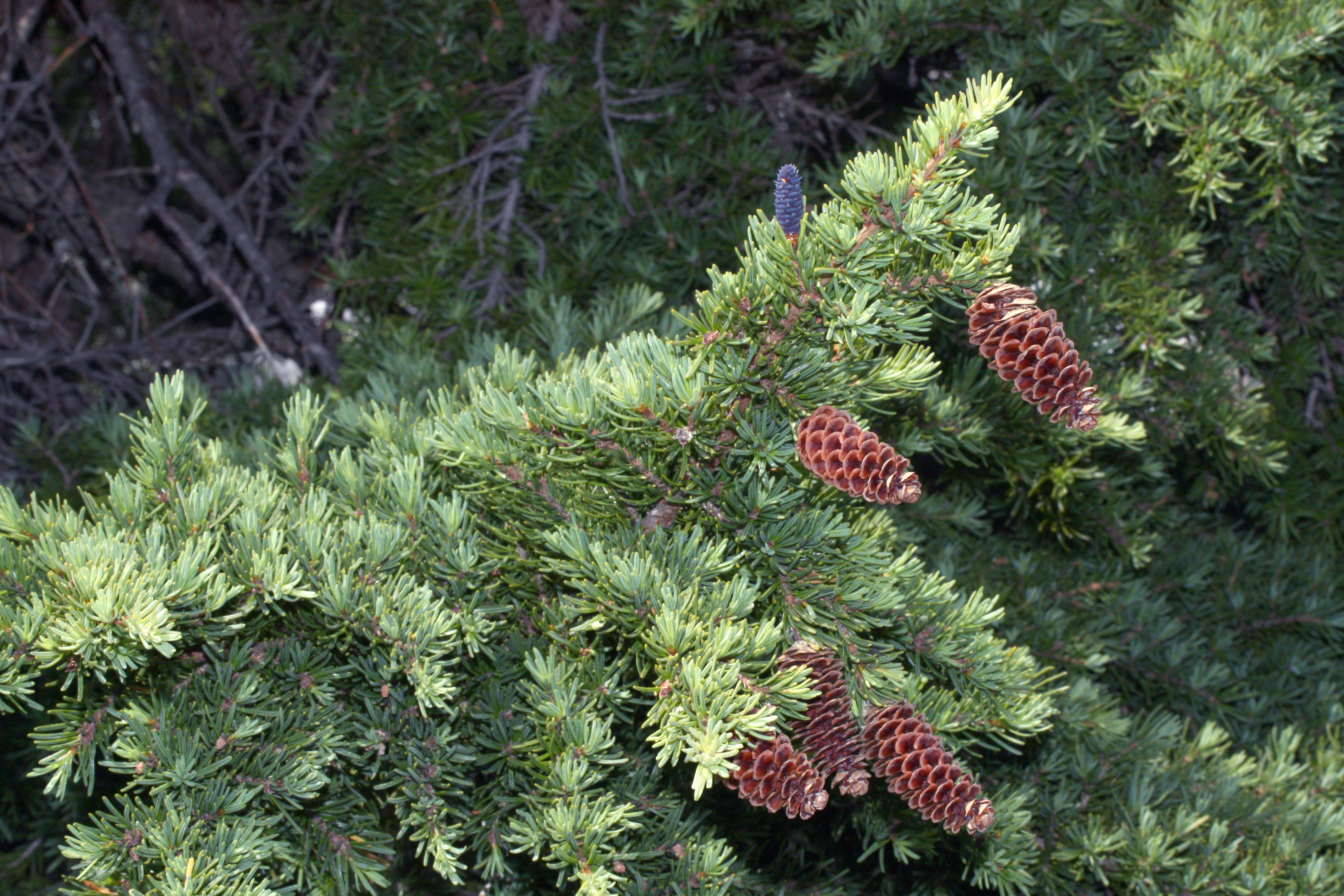
Zweige mit Zapfen
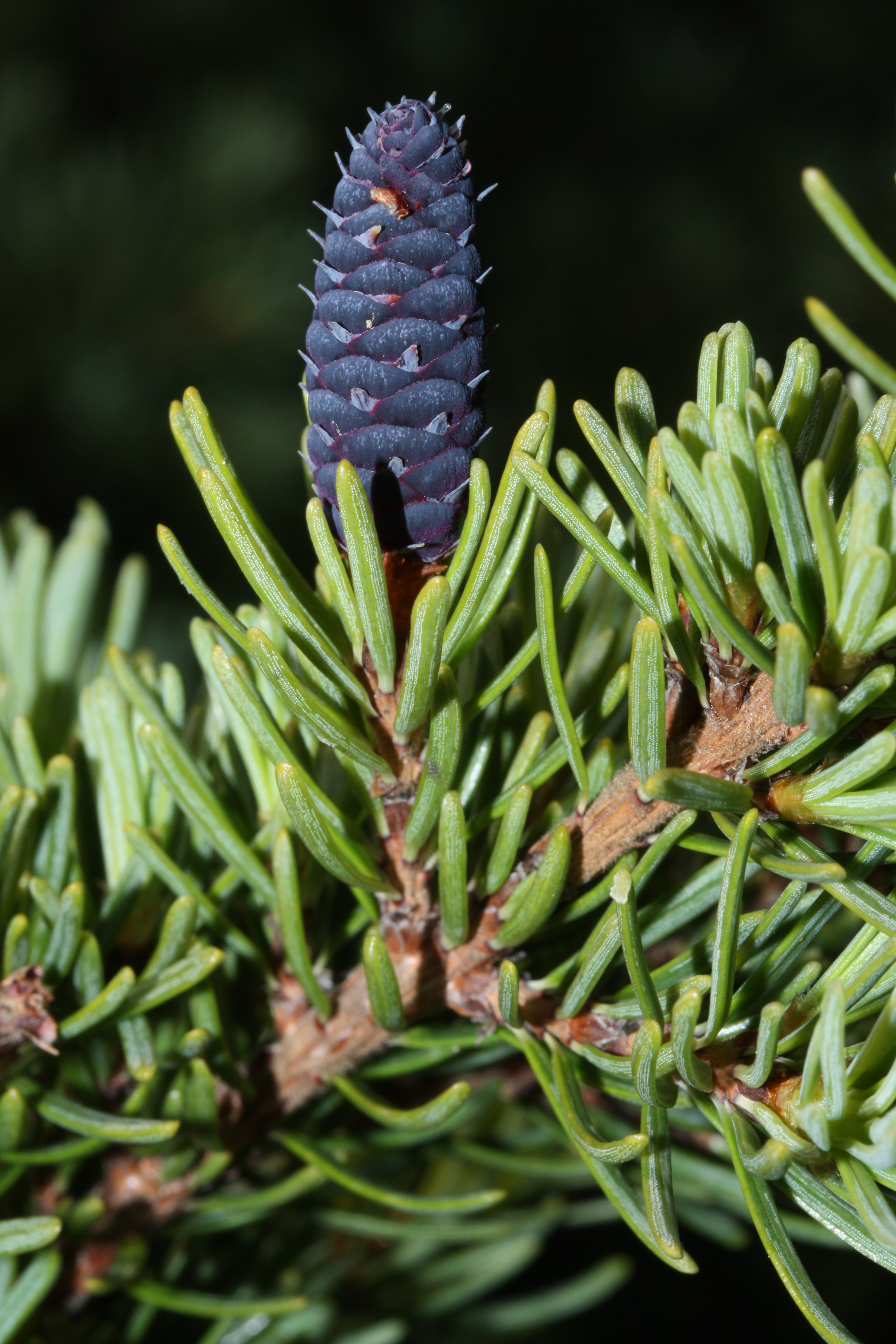
Samenzapfen
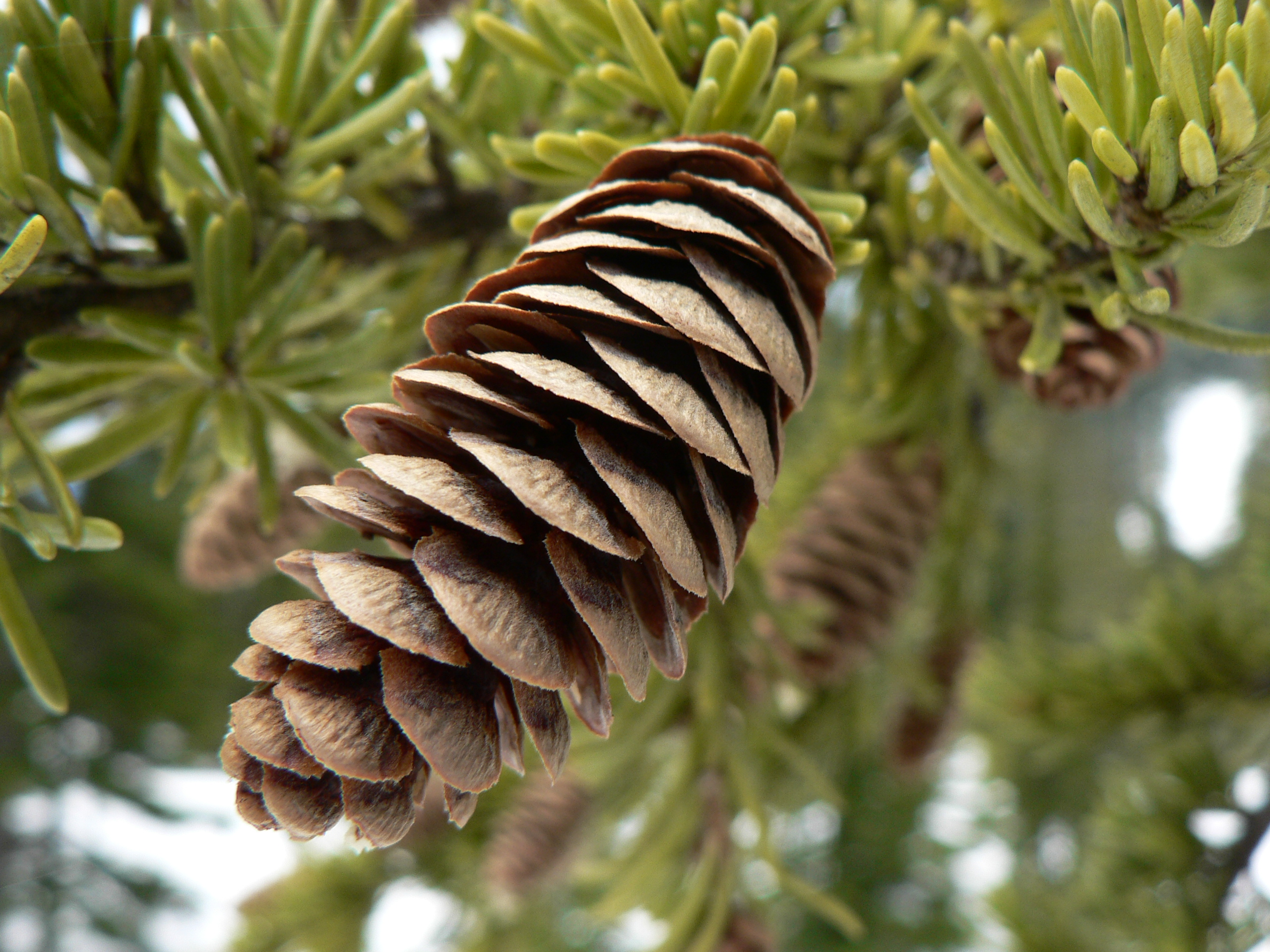
Reifer Zapfen

## Ökologie
Stürme verursachen wegen des flachen Wurzelsystems und Feuer wegen der tiefhängenden Äste Schäden. Nach Bränden neu gewachsene Bestände erreichen jedoch meist eine sehr hohe Stammdichte von 10.000 bis 25.000 Stämmen je Hektar.

### Pathologie

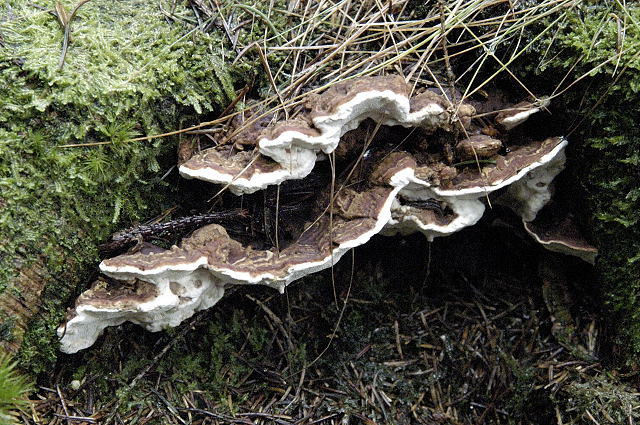
Der Wurzelschwamm (Heterobasidion annosum), ein Schädling der Berg-Hemlocktanne

Die Berg-Hemlocktanne wird nur selten von Schadinsekten befallen, schädigender sind Wurzel- und Stammfäuleerreger. Unter ihnen führt der Porenschwamm Phellinidium weirii zu größeren Ausfällen, wobei ganze Waldflächen betroffen sind. In der Kaskadenkette führte das zum Absterben von Bäumen auf Flächen von bis zu 40 Hektar. Die nachwachsenden Jungbäume bleiben jedoch weitgehend unbetroffen. Schäden werden auch durch den Wurzelschwamm (Heterobasidion annosum), den Fichtenporling (Fomitopsis pinicola), Phellinus pinii und Phaeolus schweinitzii verursacht. Seltener wird sie durch Echinodontium tinctorium befallen.
Die Zwergmistel Arceuthobium tsugense subsp. mertensianae führt zur Bildung von Hexenbesen, buschigen Verwachsungen in der Baumkrone. Man findet diese Art als Parasit auch auf der Purpur-Tanne (Abies amabilis), der Felsengebirgs-Tanne (Abies lasiocarpa) und der Edel-Tanne (Abies procera), sie fehlt jedoch auf der Westamerikanischen Hemlocktanne (Tsuga heterophylla).

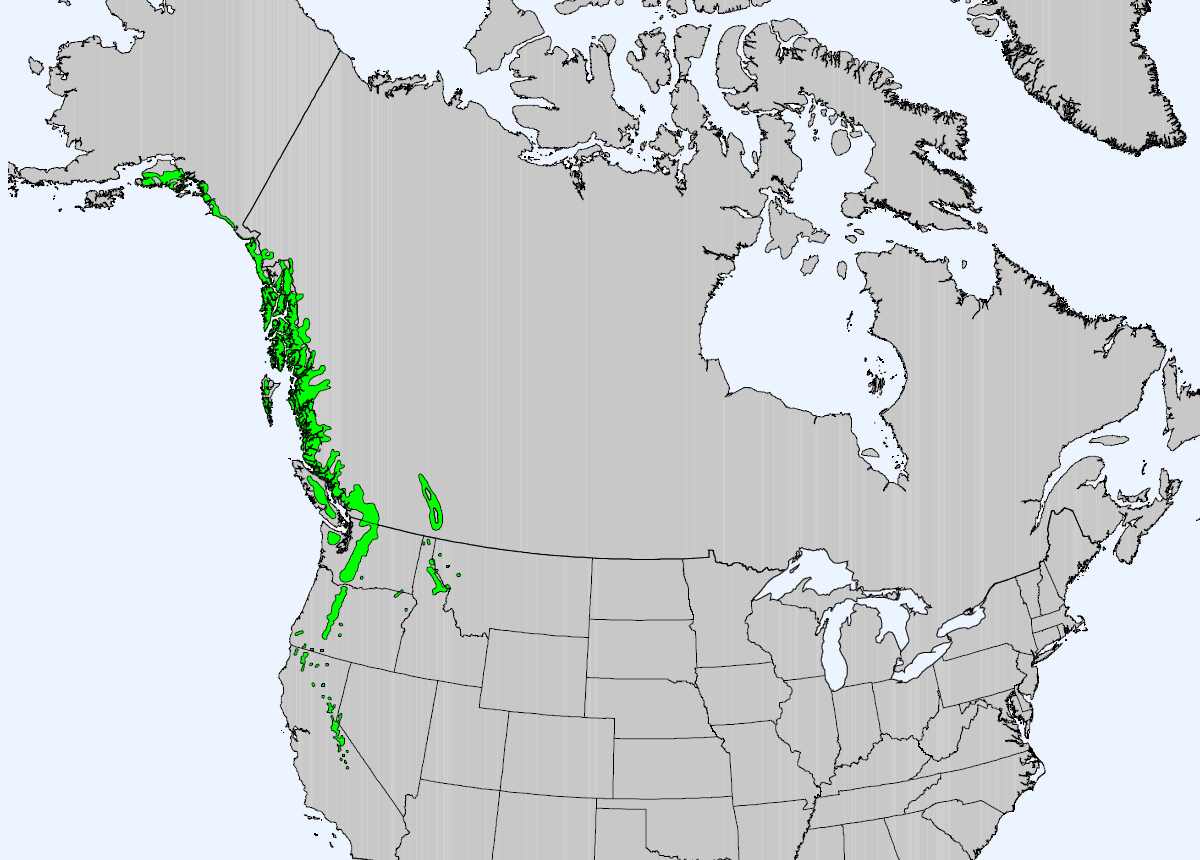
Natürliches Verbreitungsgebiet der Berg-Hemlocktanne

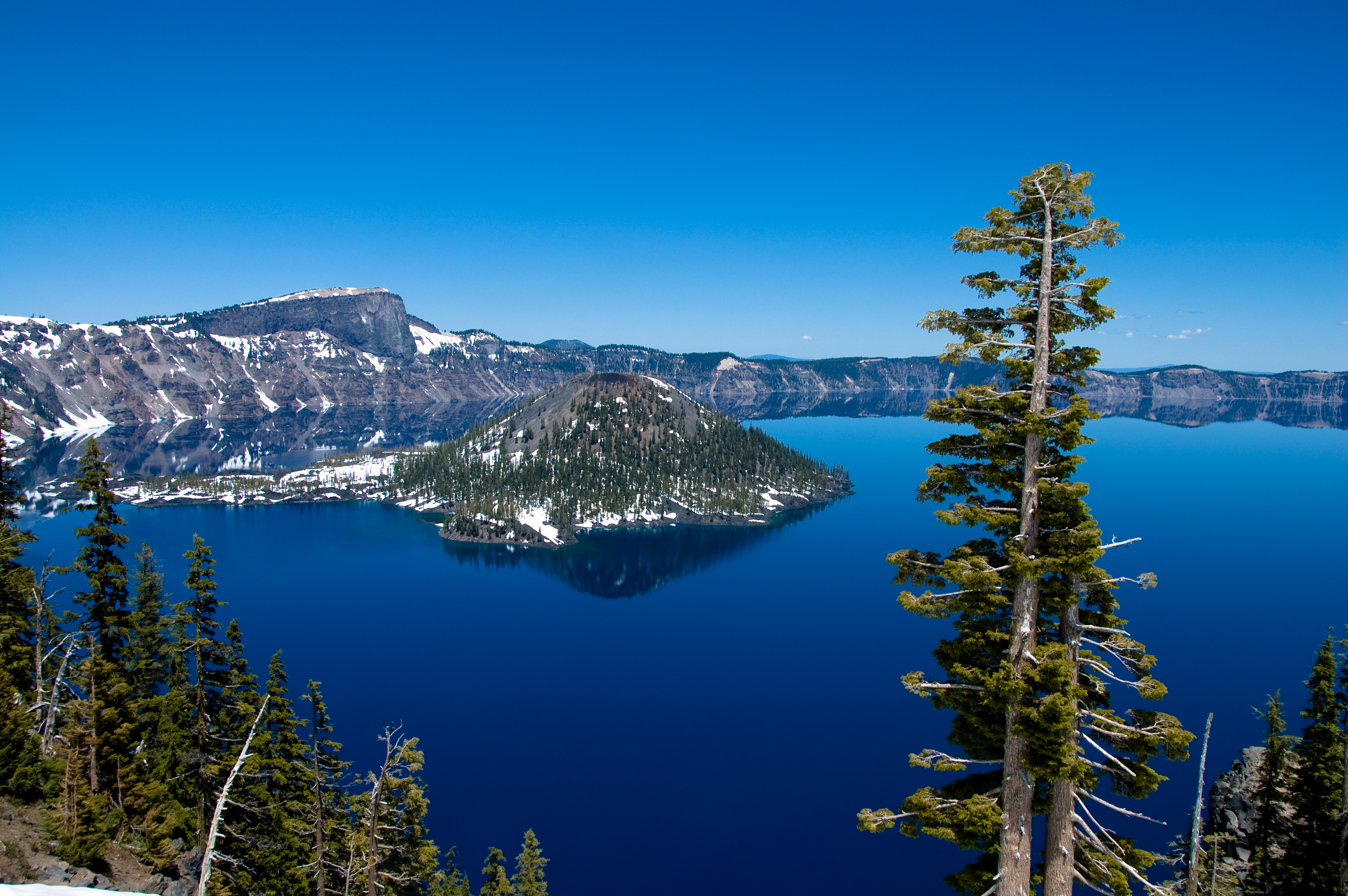
Berg-Hemlocktannen am Crater Lake

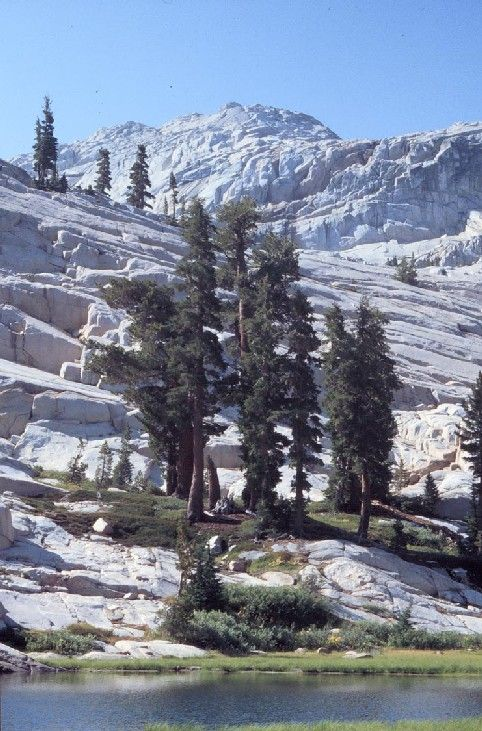
In der Sierra Nevada wächst die Berg-Hemlocktanne beinahe auf blankem Gestein.

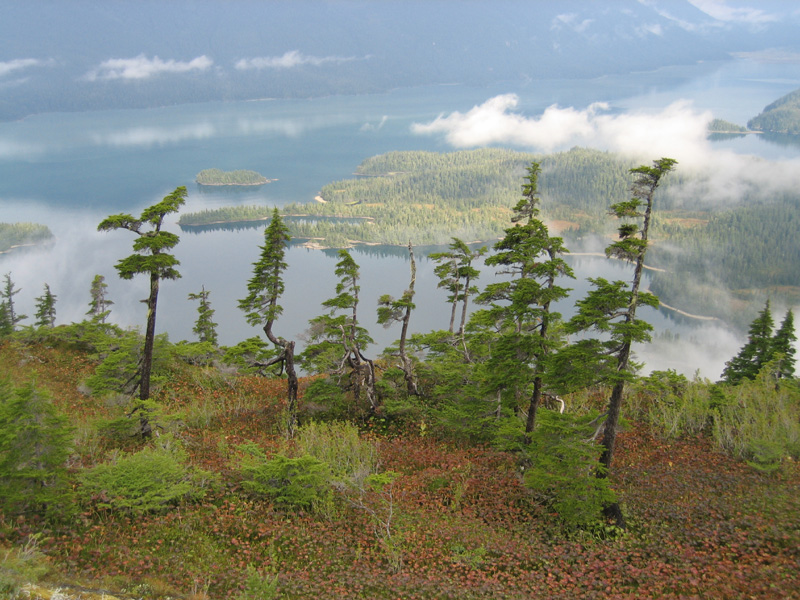
Berg-Hemlocktannen am Prinz-William-Sund in Alaska

## Verbreitung, Standortansprüche und Gefährdung
Das natürliche Verbreitungsgebiet der Berg-Hemlocktanne erstreckt sich vom südlichen Alaska über British Columbia (Kanada) und den Nordwesten der USA bis nach Kalifornien, Idaho und Montana über eine Länge von etwa 4000 Kilometern. Die Südgrenze ihres Verbreitungsgebiets liegt im Sequoia-Nationalpark im Süden der kalifornischen Sierra Nevada. Sie wächst häufig in subalpinen Höhenlagen der Coast Mountains, der Kaskadenkette und des Siskiyou-Gebirges. Besonders reiche geschlossene Bestände gibt es auch im Crater-Lake-Nationalpark. Ihr Lebensraum reicht von der Meeresküste von Alaska bis in Höhenlagen von 3000 Metern in der Sierra Nevada. In Kanada findet man sie in Höhenlagen zwischen 750 und 1800 Metern.
Die Berg-Hemlocktanne gedeiht im kühl- bis kalt-maritimen Klima mit milden bis kalten Wintern und warmen bis kühlen Sommern. Sie besiedelt die schneereichsten Gebiete Nordamerikas, bildet häufig die Waldgrenze und kommt mit sehr kurzen Vegetationsperioden aus. So beträgt die frostfreie Zeit in der Sierra Nevada nur etwa 50 bis 60 Tage. Die Lufttemperatur im Verbreitungsgebiet variiert im Jahresmittel zwischen 3 und 4 °C, die mittlere Temperatur im Januar zwischen −7 °C in Alaska und −3 °C in British Columbia. Die mittlere Julitemperatur liegt zwischen 11 und 13 °C. Die Niederschlagsmengen streuen stärker und liegen zwischen etwa 1000 und 3000 Millimeter im Jahr. Die Schneedecke kann bis August liegenbleiben und eine Höhe von 7,5 Meter erreichen. Meist ist der Schnee im Verbreitungsgebiet schwer und nass und kann junge Bäume monatelang zu Boden drücken, ohne Ausfälle zu bewirken.
Die Berg-Hemlocktanne wächst auf Böden vulkanischen und glazialen Ursprungs, auf metamorphen Gesteinen und auf Sandstein. Kalkhaltige Böden werden gemieden. Optimal sind lockere, grobkörnige, gut entwässerte, frische Böden. Der pH-Wert der Böden reicht von 3,4 bis 6,2. In Alaska und British Columbia findet man sie auch am Rande von Mooren, wo sie jedoch kleinwüchsig und krumm bleibt. In küstennahen Gebirgen und in der Sierra Nevada wächst sie oft auf blankem Fels.
Man findet sie meist in Mischbeständen, Reinbestände gibt es in Alaska und in der Kaskadenkette. In tieferen Bereichen findet man sie zusammen mit der Westlichen Weymouth-Kiefer (Pinus monticola) und der Pracht-Tanne (Abies magnifica), in höheren Lagen mit der Küsten-Kiefer (Pinus contorta) und der Weißstämmigen Kiefer (Pinus albicaulis), in Kanada auch mit der Engelmann-Fichte (Picea engelmannii), der Felsengebirgs-Lärche (Larix lyallii), der Felsengebirgs-Tanne (Abies lasiocarpa) und der Purpur-Tanne (Abies amabilis).
In der Roten Liste der IUCN wird die Berg-Hemlocktanne als nicht gefährdet („Lower Risk/least concern“) geführt. Es wird jedoch darauf hingewiesen, dass eine neuerliche Überprüfung der Gefährdung nötig ist.

## Systematik

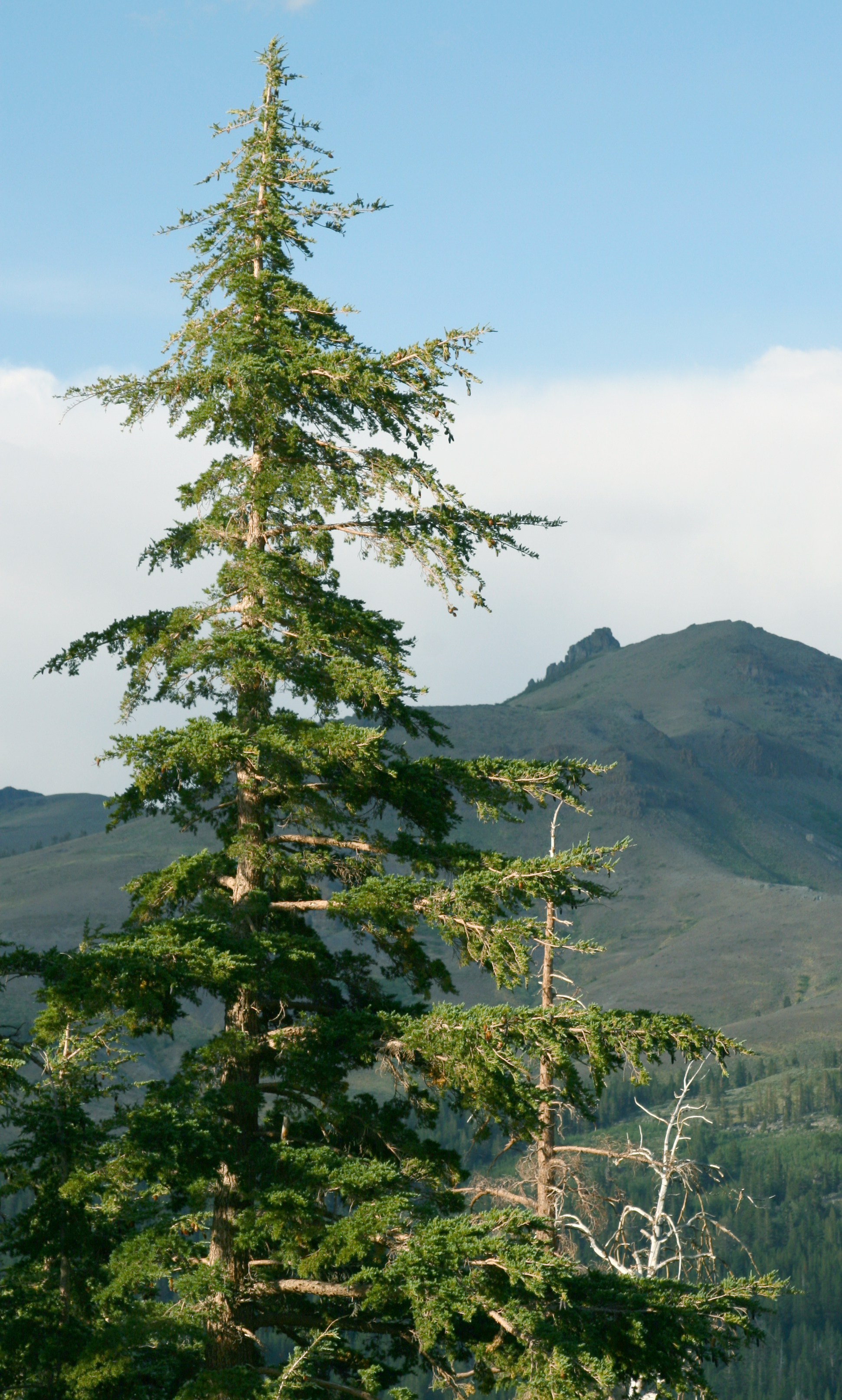
Unterart Tsuga mertensiana subsp. grandicona

Die Berg-Hemlocktanne (Tsuga mertensiana) ist eine Art aus der Gattung der Hemlocktannen (Tsuga). Dort ist sie die einzige Art der Untergattung Hesperopeuce. Sie unterscheidet sich durch mehrere Merkmale von den anderen Arten der Gattung Tsuga und Unterfamilie Abietoideae:
- Sie bildet sowohl auf Ober- als auch Unterseite der Nadeln Spaltöffnungen, ähnlich wie die Tannen (Abies), Zedern (Cedrus), Keteleeria und Nothotsuga longibracteata. Bei anderen Hemlocktannen sind sie nur auf der Unterseite.
- Die Samenzapfen stehen während der Bestäubung aufrecht wie bei den Tannen (Abies), Zedern (Cedrus), Keteleeria und der Goldlärche (Pseudolarix). Bei anderen Hemlocktannen hängen die Samenzapfen.
- Die Pollen haben zwei Luftsäcke wie die meisten Vertreter der Kieferngewächse (Pinaceae), die anderen Hemlocktannen nur einen wie sonst nur Lärchen (Larix) und Nothotsuga longibracteata.
- Der Bestäubungsmechanismus ähnelt dem der Tannen (Abies) und Zedern (Cedrus) und unterscheidet sich von dem der anderen Hemlocktannen.

Sie wird daher einer eigenen Untergattung Hesperopeuce zugeordnet, die anderen Hemlocktannen der Untergattung Tsuga. Manche Autoren ordnen sie auch als Hesperopeuce mertensiana (Bong.) Rydb. der monotypischen Gattung Hesperopeuce zu, sie wird damit nicht zu den Hemlocktannen gezählt. Aufgrund der abweichenden Merkmale wurde auch erwogen, dass es sich bei der Berg-Hemlocktanne um eine Hybride zwischen Westamerikanischer Hemlocktanne (Tsuga heterophylla) und der Sitka-Fichte (Picea sitchensis) handelt, die als Tsuga ×jeffreyi (Henry) Henry bezeichnet wurde. Dafür sprachen scheinbare Zwischenformen zwischen Tsuga heterophylla und Tsuga mertensiana, die im Überschneidungsgebiet der beiden Arten gefunden wurden. Genauere Untersuchungen haben jedoch gezeigt, dass es sich bei diesen Formen meist um Vertreter von Tsuga heterophylla handelt, die sich den extremen Schneelagen angepasst haben. Ein Hybridstatus lässt sich aus den Untersuchungen nicht ableiten. Auch waren Versuche, die beiden Arten künstlich zu kreuzen, erfolglos.
Phylogenetische Untersuchungen der Nukleinsäuren des Zellkerns und der Chloroplasten zeigen jedoch, dass die Berg-Hemlocktanne eine Schwesterart der Westamerikanischen Hemlocktanne (Tsuga heterophylla) ist, und diese beiden eine Schwestergruppe zu den anderen Hemlocktannen bilden. Aus der Einordnung in eine eigene Untergattung würde man erwarten, dass die Berg-Hemlocktanne eine Schwesterart zu allen anderen Hemlocktannen ist.
Es werden folgende Unterarten und Varietäten unterschieden:
- Tsuga mertensiana subsp. mertensiana var. mertensiana: Die Samenzapfen haben eine Länge von 3 bis 5,5 Zentimetern, selten auch nur 2 oder bis zu 6 Zentimetern. Es werden 50 bis 72 dunkelbraune Samenschuppen gebildet, die 10 bis 13 Millimeter lang und 7 bis 10 Millimeter breit sind.
- Tsuga mertensiana subsp. mertensiana var. jeffreyi (A.Henry) C.K.Schneid. Die Nadeln sind mehr oder weniger kammförmig angeordnet, und die Kurztriebe können nicht von den Langtrieben unterschieden werden. Die Samenzapfen gleichen denen der Varietät mertensiana. Die Varietät wurde durch Funde aus Vancouver Island beschrieben, konnte jedoch 2005 weder auf der Insel noch am nahe liegenden Festland gefunden werden.
- Tsuga mertensiana subsp. grandicona Farjon: Die Samenzapfen sind größer als bei der Unterart mertensiana mit einer Länge von 3,5 bis 8,1 Zentimeter und Durchmesser von 1,9 bis 3,3 Zentimeter. Es werden 40 bis 52 hellbraune Samenschuppen gebildet, die 12 bis 18, maximal 20 Millimeter lang und 10 bis 15 Millimeter breit sind. Das Verbreitungsgebiet liegt in Kalifornien im Siskiyou-Gebirge und in der Sierra Nevada und möglicherweise auch im Süden Oregons.[14]

## Forschungsgeschichte
Die Berg-Hemlocktanne wurde vom deutschen Biologen Karl Heinrich Mertens (1796–1830) bei Sitka in Alaska gefunden. Die Sammlung von Mertens wurde durch den deutschen Botaniker August Gustav Heinrich von Bongard in St. Petersburg ausgewertet, der diese Art 1832 als Pinus mertensiana (Basionym) in der Zeitschrift Mémoires de l’Academie Imperiale des Sciences de St.-Petersbourg erstbeschrieben hat. Der französische Gärtner und Botaniker Élie-Abel Carrière stellte sie 1867 in der zweiten Ausgabe seines Werks Traite General des Coniferes als Tsuga mertensiana in die Gattung der Hemlocktannen (Tsuga). Ein weiteres Synonym für Tsuga mertensiana (Bong.) Carriere ist Tsuga pattoniana (J.Jeffrey ex Balf.) Engelm.
Der von Carrière gewählte wissenschaftliche Gattungsname Tsuga stammt aus dem Japanischen und bezeichnet dort die Südjapanische Hemlocktanne (Tsuga sieboldii). Das Artepitheton mertensiana ehrt den Finder Karl Heinrich Mertens.

## Verwendung

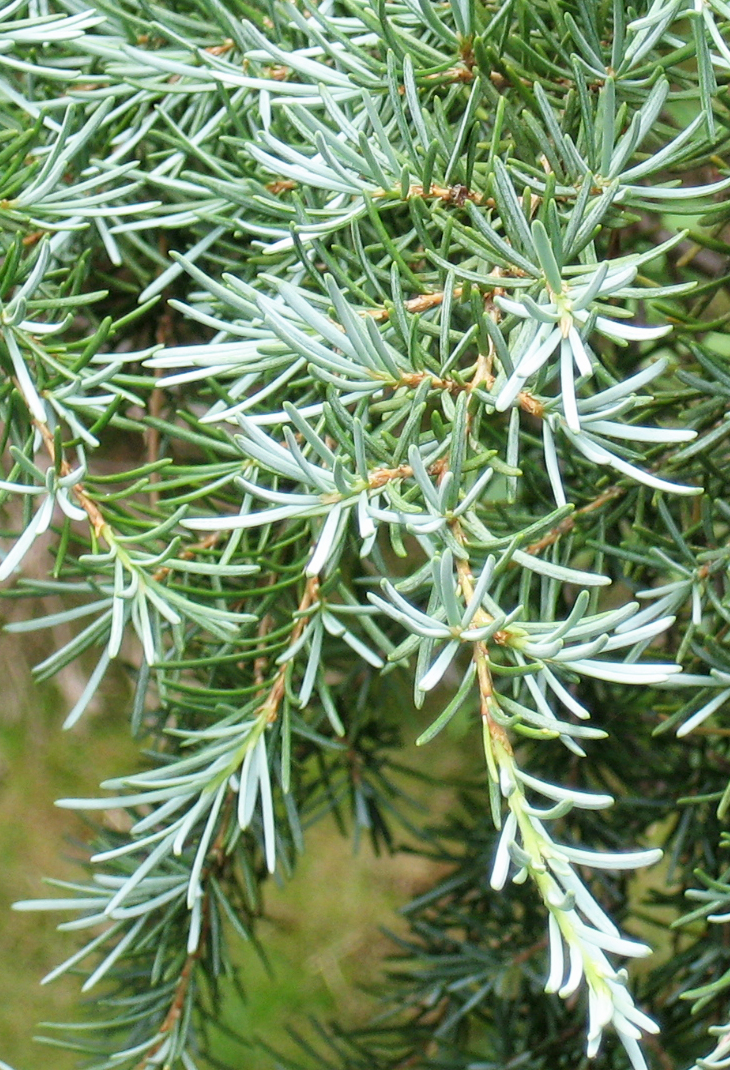
Nadeln der Sorte ‘Glauca’

Die Berg-Hemlocktanne hat nur geringe wirtschaftliche Bedeutung, was auch auf die üblicherweise unzugänglichen Standorte zurückgeführt werden kann. Anbauversuche in Mitteleuropa sind jedoch fehlgeschlagen. Sie hat kaum Bedeutung für den Erosionsschutz.
Das Holz wird meist zusammen mit dem Holz der Westamerikanischen Hemlocktanne (Tsuga heterophylla) als Sperrholz, Konstruktionsholz für den Innenausbau und zur Herstellung von Zellstoff und Papier genutzt.
Sie wird selten als Ziergehölz verwendet, man findet sie in Europa meist nur in Sammlungen. Häufiger wird der Kultivar ‘Glauca’ als Zierpflanze verwendet, der sich von der Wildform durch ein langsameres Wachstum und die blaugrünen und blauweiß bereiften Nadeln unterscheidet.

## Nachweise